# 同志社大学ハリス理化学研究所
同志社大学ハリス理化学研究所（どうししゃだいがくハリスりかがくけんきゅうじょ）は、同志社大学に設置された研究所。

## 概要
同志社大学ハリス理化学研究所の淵源は、アメリカの実業家のJ. N. ハリスにより寄付されて1890年に設立された波理須理化学校とされている。
同志社の創始者である新島襄は、米国で日本人として初めて大学を卒業し、「理学士」の学位を取得して、日本で波理須理化学校を開校した。その後同校は、日本で西洋的な理化学、自然科学の教育、研究活動を行い、その先導的な役割は、現在も同志社大学の京田辺校地にある「理化学館」に引き継がれている。

## 所長
- 白川善幸

## 刊行物
同志社大学ハリス理化学研究所は日頃の研究成果を「同志社大学ハリス理化学研究報告」として年4回刊行して発表している。

## 交通アクセス
所在地：〒610-0394　京田辺市多々羅都谷1-3
- 「興戸駅」から徒歩15分

- 「新田辺駅」からバス・タクシーで10分

- 「三山木駅」からバスで7分